# 尹鍾信
尹鍾信（韓語：윤종신，1969年10月15日—），韓國著名節目主持人、歌手、作曲家，Mystic娛樂創辦人，曾經是015B組合成員之一。

## 音樂作品

### 韓國音樂著作權協會
| 姓名   | 登記名字 | 登記編號 | 參與歌曲列表 |
| ------ | -------- | -------- | ------------ |
| 尹鍾信 | 윤종신   | W0104800 | [ 1 ]        |

### 個人專輯
- 1991年：《처음 만날 때처럼》
- 1992年：《Sorrow》
- 1993年：《The Natural》
- 1995年：《Coexistence (공존)》
- 1996年：《Stupid (愚, 우)》
- 1996年：《Six Years(육년)》
- 1999年：《후반》
- 2001年：《그늘》
- 2003年：《헤어진 사람들을 위한 지침서》
- 2005年：《Behind The Smile》
- 2008年：《동네 한 바퀴》

### 音樂企劃 - 月刊尹鍾信
《月刊 尹鍾信》 為尹鍾信於2010年開始的一項企劃，於每個月推出一至三首單曲的形式發布，收錄曲如下。

#### 2010年
- 4月：尹鍾信—《沒有你我活不下去》
- 5月：尹鍾信—《本能使然》 / 尹鍾信—《理性使然》
- 6月：
- 7月：
- 8月：
- 9月：
- 10月：尹鍾信—《沒有你我活不下去 (深秋)》

#### 2011年
- 1月：尹鍾信—《Happy New Year... With You》（With 金光民）
- 2月：
- 3月：
- 4月：
- 5月：尹鍾信—《兩個離別》（With 李正）
- 6月：
- 7月：
- 8月：
- 9月：
- 10月：
- 11月：尹鍾信—《晚秋》（With Super Junior 圭賢）
- 12月：

#### 2012年
- 1月：張才人—《感覺 Good》
- 2月：
- 3月：
- 4月：
- 5月：朴正炫—《抵達》
- 6月：鄭仁—《上坡之路》
- 7月：015B—《芒果奶昔》
- 8月：尹鍾信—《壞》（with 尹尚）
- 9月：
- 10月：
- 11月：
- 12月：

#### 2013年
- 1月：尹鍾信—《愛情的歷史》
- 2月：成始璄—《明天做的事》
- 3月：金延宇—《No Schedule》 / 尹鍾信—《離別計程車》
- 4月：尹鍾信—《千萬》
- 5月：金範洙—《向你走去》
- 6月：尹鍾信—《向你走來》
- 7月：尹鍾信—《轉世》 / 尹鍾信—《高速公路羅曼史》
- 8月：尹鍾信，J Rabbit—《紅豆冰》
- 9月：尹鍾信，朴志胤—《Goodbye》
- 10月：尹鍾信—《留在離別前》
- 11月：尹鍾信，金妍兒—《你依然還是瀟灑的人》 / 尹鍾信—《路》
- 12月：尹鍾信—《很久以前的那天》 （With 李笛）

#### 2014年
- 1月：
- 2月：尹鍾信—《想念》（With Team89）
- 3月：尹鍾信—《Wild Boy 》（with WINNER 姜昇潤、宋旻浩）
- 4月：
- 5月：任瑟雍 (2AM)—《New you》
- 6月：于文文 —《似乎這樣不行》
- 7月：尹鍾信 —《Bat Girl》（With Younha）
- 8月：尹鍾信—《沒有女人的男人們 (副題：凌晨電話)》
- 9月：尹鍾信—《灰色都市》（With  Swings ）
- 10月：尹鍾信—《寧靜》（With 鄭俊日）
- 11月：尹鍾信—《幸福的淚水》
- 12月：尹鍾信—《Exhausted (지친 하루)》（With 郭真言、金必）

#### 2015年
- 1月：尹鍾信—《古巴三明治 (쿠바 샌드위치)》（With Skull & Haha）
- 2月：尹鍾信—《BIRDMAN》
- 3月：張才人—《Memory》
- 4月：尹鍾信—《The Color》（With Beenzino）
- 5月：尹鍾信—《就算是吸血鬼也喜歡》
- 6月：Eddy Kim—《Good Night》
- 7月：尹鍾信—《The Beauty Inside》
- 8月：尹鍾信—《消失的少女》（With Lucite Tokki）
- 9月：尹鍾信—《The Lobster》
- 10月：尹鍾信—《記憶的主人》
- 11月：Y.E.T—《練習生》
- 12月：尹鍾信—《脫盡 (탈진)》

#### 2016年
- 1月：尹鍾信—《THE FIRST》（With EPIK HIGH Tablo）
- 2月：尹鍾信—《Chocolate》（With SEVENTEEN 淨漢、Joshua、WOOZI、DK、勝寛）
- 3月：尹鍾信—《Old School》
- 4月：尹鍾信—《Billy》
- 5月：尹鍾信—《Over Sleep (늦잠/賴床)》（With VIXX KEN）
- 6月：尹鍾信—《沒有意義》（With Hanhae、KittiB）
- 7月：尹鍾信—《Empty City》（With Gaeko）
- 8月：尹鍾信—《âge》
- 9月：尹鍾信—《Fall Clothes》
- 10月：金敏書—《第一次》
- 11月：金敏書—《You Love You》
- 12月：尹鍾信—《即使如此也還是聖誕節》

#### 2017年
- 1月：尹鍾信 —《縱向》
- 2月：尹鍾信, Zico　—《Wifi》
- 3月：尹鍾信, Forte di Quattro —《Last Moment》
- 4月：
- 5月：朴宰正 —《護照》
- 6月：尹鍾信—《Forgetful》
- 7月：尹鍾信—《Welcome Summer》
- 8月：尹鍾信—《Home Made》
- 9月：張才人—《AMATEUR》
- 10月：尹鍾信—《因為找到你 (너를 찾아서)》
- 11月：尹鍾信, MINSEO—《Yes (좋아)》
- 12月：尹鍾信, 鄭仁—《嚴寒 (추위)》

#### 2018年
- 1月：尹鍾信—《Slow Starter》
- 2月：尹鍾信—《引退式》
- 3月：
- 4月：
- 5月：
- 6月：
- 7月：
- 8月：
- 9月：
- 10月：
- 11月：尹鍾信—《Cramming》(With GFRIEND Yuju）
- 12月：

#### 2019年
- 1月：
- 2月：
- 3月：
- 4月：
- 5月：尹鍾信—《New York》 / 太妍—《開往春川的火車》
- 6月：
- 7月：
- 8月：尹鍾信—《最終還是會離別吧 (이별하긴 하겠지)》（With 金必、千丹菲）
- 9月：
- 10月：尹鍾信—《我的類型 (My Type)》（With 竹內美宥）
- 11月：尹鍾信—《個人主義》
- 12月：尹鍾信—《別等待我》

#### 2020年
- 1月：尹鍾信—《Spare》（feat. YUMDDA）
- 2月：尹鍾信—《Long D.》
- 3月：
- 4月：尹鍾信—《隔離》
- 5月：尹鍾信—《Easy Listening》（feat. 約翰·李 of SOLID）
- 6月：尹鍾信—《總之是 Summer》
- 7月：尹鍾信—《氣氛 (Leave Me Alone)》（feat. 濱田金吾）
- 8月：尹鍾信—《思考 (You're Right)》（feat. 濱田金吾）
- 9月：尹鍾信—《不久的未來》
- 10月：
- 11月：尹鍾信—《你算什麼 (Over)》
- 12月：尹鍾信—《Destiny》

#### 2021年
- 1月：尹鍾信—《做的好（Take Care）》（With 鄭俊日）
- 2月：尹鍾信—《似乎這樣不行》（With 竹內美宥）

### 音樂企劃 - LISTEN
- 公司旗下鼓勵新人的音樂企劃頻道

#### 2016年
- 12月：夏琳 - 《Rainbow Bird》 ［Listen 001］
- 12月：張紹斌 - 《Just Feeling》 ［Listen 002］
- 12月：PERC%NT - 《Weekend》［Listen 003］

#### 2017年
- 1月：Puer Kim - 《How Are You, The Love of My Life》［Listen 004］
- 2月：PERC%NT - 《Snowball》［Listen 005］
- 2月：Yoo Yong Min - 《Unfamiliar》［Listen 006］
- 3月：Lee Hyun Kyung -  《Her》［Listen 007］
- 4月：Puer Kim -  《A daughter of your age》［Listen 008］
- 5月：Yoo Yong Min - 《Nobody Knows》［Listen 009］
- 6月：尹鍾信 - 《Like it》［Listen 010］
- 7月：PERC%NT - 《Drunk》［Listen 011］
- 8月：張才人,  GIANT PINK, PERC%NT - 《Dumb Dumb》［Listen 012］
- 9月：曺炯雨 - 《Afternoon Dream》［Listen 013］
- 9月：尹鍾信，夏琳，趙正治，Eddy Kim -《NOW》［Listen 014］
- 9月：Jang soobin -《Torn》［Listen 015］
- 10月：張才人 -《velvet》［Listen 016］
- 10月：JeA -《Only without me》［Listen 017］
- 12月：Eddy Kim -《POOM》［Listen 018］
- 12月：Postino -《Such a word》［Listen 019］

#### 2018年
- 3月：張才人，SUHO (EXO）-《Do you have a moment》［Listen 020］

## 演出作品

### 電影
- 2007年：《姐姐走了》

## 綜藝節目
- 2003年：SBS《夜心萬萬》
- 2006年：SBS《X-Man》E67
- 2007年：SBS《奇蹟的勝負師》
- 2008年：SBS《家族的誕生》
- 2009年：MBC《無限挑戰 奧林匹克歌謠祭》
- 2010年：KBS《夜行星》
- 2010年：MBC《黃金漁場 Radio Star》
- 2010年：Mnet《The Beatles Code》
- 2010年：SBS《每天每夜》E07
- 2010年：SBS《強心臟》E51.E52.E117.E118
- 2012年：SBS《Running Man》E101
- 2012年：KBS《兩天一夜》E414-416
- 2012年：MBC《來玩吧（朝鲜语：공감토크쇼 놀러와）》E376
- 2012年：MBC《無限挑戰》E304.E305.E306
- 2013年：SBS《話神-支配心靈者》
- 2013年：SBS《赤腳的朋友們》
- 2014年：SBS《Running Man》E195
- 2016年：SBS《Running Man》E312
- 2017年：Channel A《Heart Signal》
- 2017年：JTBC《認識的哥哥》E73
- 2016-17年：MBC《隱秘而偉大》E1-至今
- 2017年：Naver vlive《雪球計畫 Snowball Project》
- 2017年：SBS《朴軫永的Party People》E8
- 2017年：KBS《鍵盤上的鬣狗》
- 2018年：Channel A《Heart Signal (第二季)》
- 2021年：JTBC 《配送gayo-神秘唱片店》
- 2021年：JTBC 《盼望的大海》
- 2021年：JTBC 《Super Band (韓國綜藝) 第二季》
- 2021年：JTBC 《Sing Again 2》
- 2022年：Channel A《青春明星》
- 2023年：JTBC 《Sing Again 3》

## 獎項

### 大型頒獎禮獲獎獎項
| 年份   | 名稱                      | 獎項                 | 作品   | 結果 |
| ------ | ------------------------- | -------------------- | ------ | ---- |
| 2005年 | MBC演藝大賞               | 廣播部門最優秀賞     | 不適用 | 獲獎 |
| 2017年 | 第19屆Mnet亞洲音樂大獎    | 最佳男歌手獎         | 不適用 | 提名 |
| 2017年 | 第19屆Mnet亞洲音樂大獎    | 最佳歌唱表演男歌手獎 | 喜歡   | 獲獎 |
| 2017年 | 第9屆Melon Music Awards   | Ballad獎             | 喜歡   | 獲獎 |
| 2017年 | 第32屆金唱片獎            | 音源本賞             | 喜歡   | 獲獎 |
| 2017年 | 第27屆首爾歌謠大賞        | 音源賞               | 喜歡   | 獲獎 |
| 2018年 | 第7屆Gaon Chart K-POP大獎 | 歌手部門K-POP貢獻獎  | 尹鍾信 | 獲獎 |
| 2018年 | 第7屆Gaon Chart K-POP大獎 | 流行歌手獎           | 尹鍾信 | 獲獎 |

### 音樂節目獎項
| 年份   | 日期   | 電視台 | 節目名稱 | 獲獎歌曲 | 排名 |
| ------ | ------ | ------ | -------- | -------- | ---- |
| 2017年 | 9月1日 | KBS    | 音樂銀行 | Like It  | 1位  |
| 2017年 | 9月8日 | KBS    | 音樂銀行 | Like It  | 1位  |

## 外部連結
- 윤종신 共存（页面存档备份，存于） - 공식 웹사이트 공존
- 윤종신 - 싸이월드 미니홈피
- 윤종신(melodymonthly)（页面存档备份，存于） - 윤종신 트위터
- 尹鍾信的Instagram帳戶
- 윤종신 - 윤종신 미투데이